# Castor (1678)
Castor var en mindre fregatt och ett örlogsfartyg som byggdes och sjösattes vid skeppsvarvet i Kalmar 1678. Hon var bestyckad med tolv kanoner och hade ett deplacement på 125 ton. Castor ligger som vrak alltsedan 1689. 